# Aeropuerto de Palma de Mallorca
El Aeropuerto de Palma de Mallorca (IATA: PMI, OACI: LEPA),también conocido como Aeropuerto de Son Sant Joan, es un aeropuerto español público operado por Aena que está situado a 8 km del centro de la ciudad de Palma de Mallorca. Está estratégicamente situado entre las zonas de veraneo de la bahía de Palma (El Arenal) y la ciudad. Fue inaugurado en los años 1960, época del gran auge turístico en las Islas Baleares, para sustituir al antiguo Aeropuerto de Son Bonet (ahora dedicado a la aviación general). El aeropuerto es de uso conjunto con la Base Aérea de Son San Juan del Ejército del Aire y del Espacio, con la que comparte pistas.
Es el tercer aeropuerto en importancia de España por volumen de pasajeros y el decimocuarto del continente, siendo solo superado en tráfico por el Aeropuerto de Madrid-Barajas en Madrid y el Aeropuerto de Barcelona-El Prat en Barcelona. Recibe una gran cantidad de vuelos chárter procedentes de Europa (especialmente de Alemania y el Reino Unido).
Ha tenido sucesivas ampliaciones, la última de ellas en 1997 a cargo del arquitecto local Pere Nicolau i Bover. Posee una única terminal de pasajeros dividida en cuatro módulos que pueden ser usados independientemente (A, B, C, D), así como de dos pistas paralelas (06L-24R y 06R-24L) de 3270 y 3000 metros de longitud respectivamente con ILS en sus cabeceras, utilizables en condiciones de baja visibilidad, permitiendo mantener un número elevado de operaciones a la hora.
Queda pendiente la construcción de la tercera pista, paralizada a causa del Plan territorial de Mallorca. Asimismo, está pendiente la remodelación del módulo A y de la terminal de este aeropuerto, como parte del Plan de Aena con Acciona en 2022, que se estima que dure unos 39 meses.
Se encuentra bien comunicado con Palma de Mallorca a través de la autopista de Levante y de dos líneas de autobuses urbanos. Recientemente se ha propuesto crear una línea de tranvía entre el centro de Palma y el aeropuerto.
Air Berlin, la principal compañía aérea que operaba en el aeropuerto, usó el aeropuerto como centro de conexión para enlazar vuelos procedentes de Alemania y España. Durante 2016, por motivos económicos de la compañía y la fuerte competencia, dejó de usar el aeropuerto mallorquín como nudo de operaciones entre ambos países al eliminar los vuelos entre Palma de Mallorca y la península ibérica, aunque manteniendo los vuelos desde Alemania.

## Historia

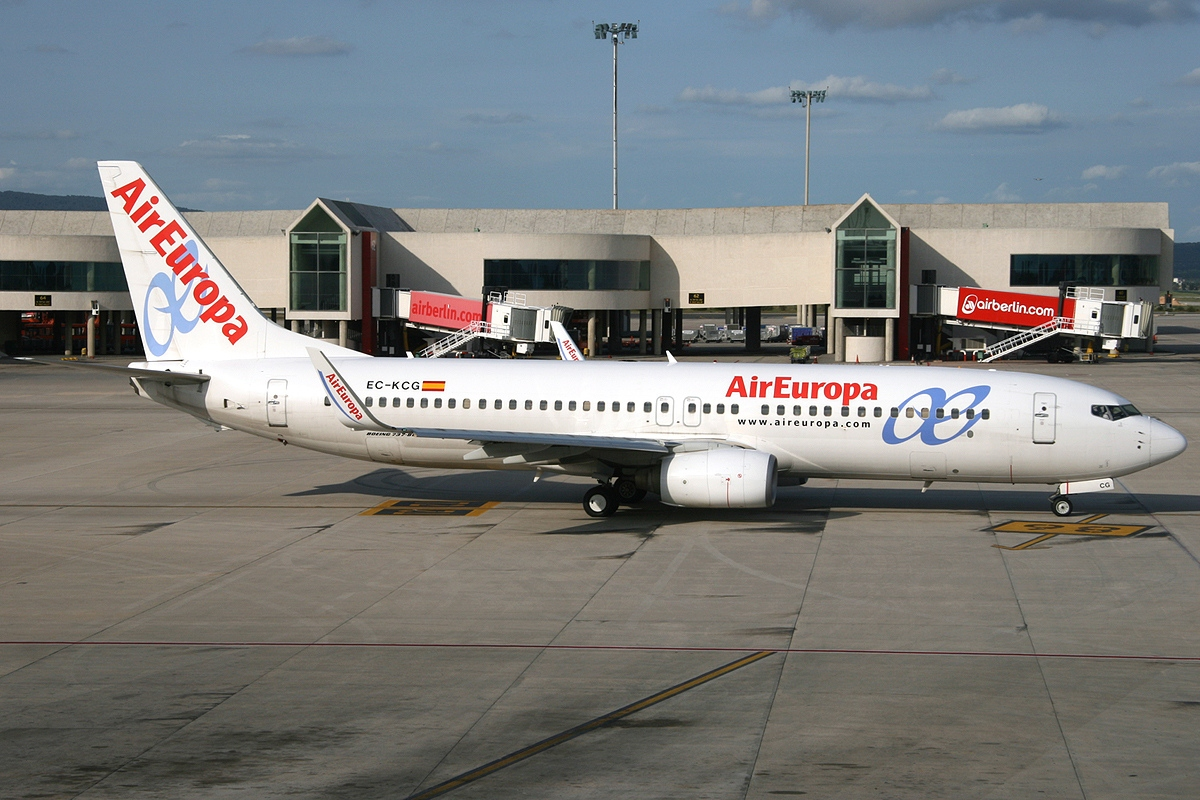
Boeing 737 de Air Europa con el edificio terminal detrás.

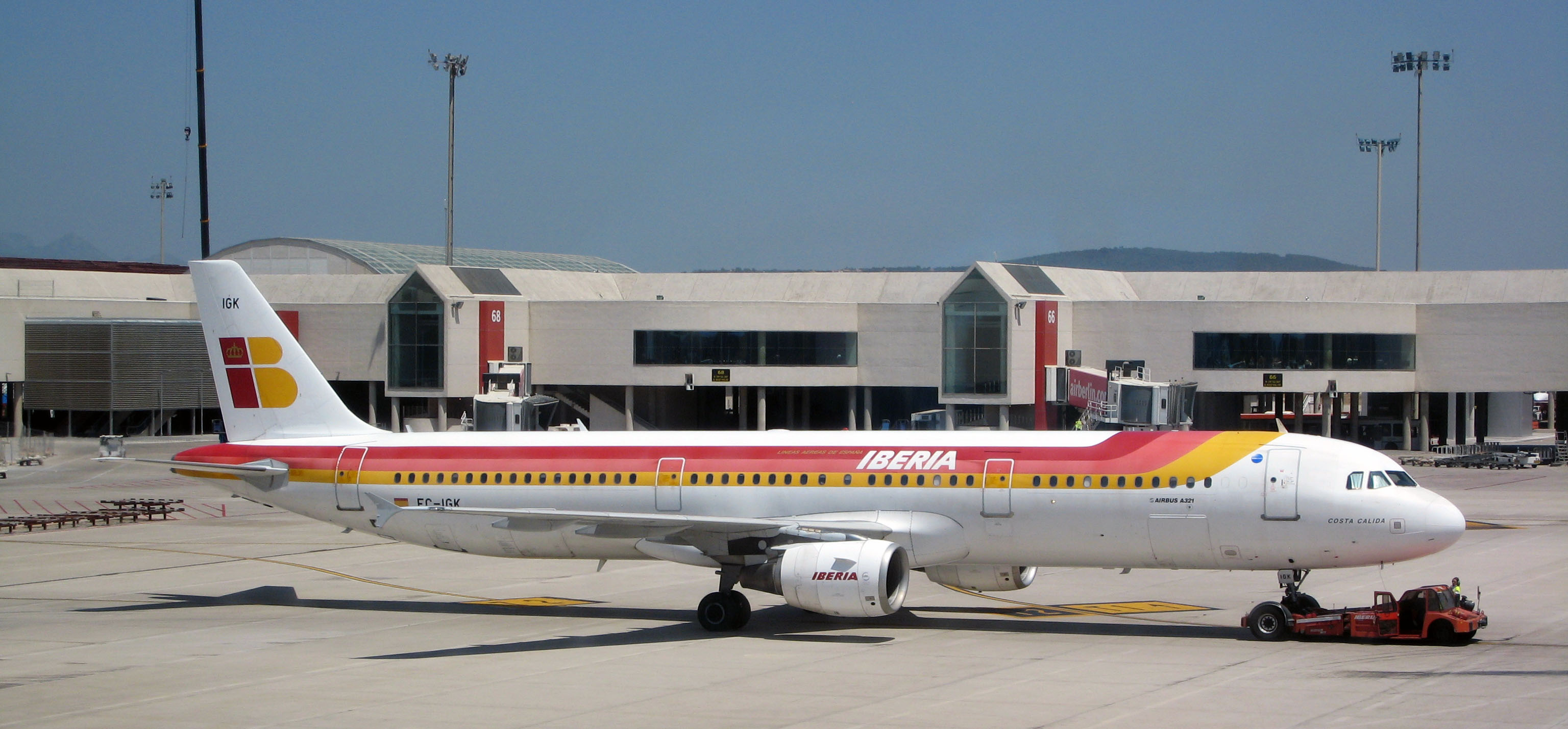
Airbus A321 de Iberia Costa Cálida en el aeropuerto.

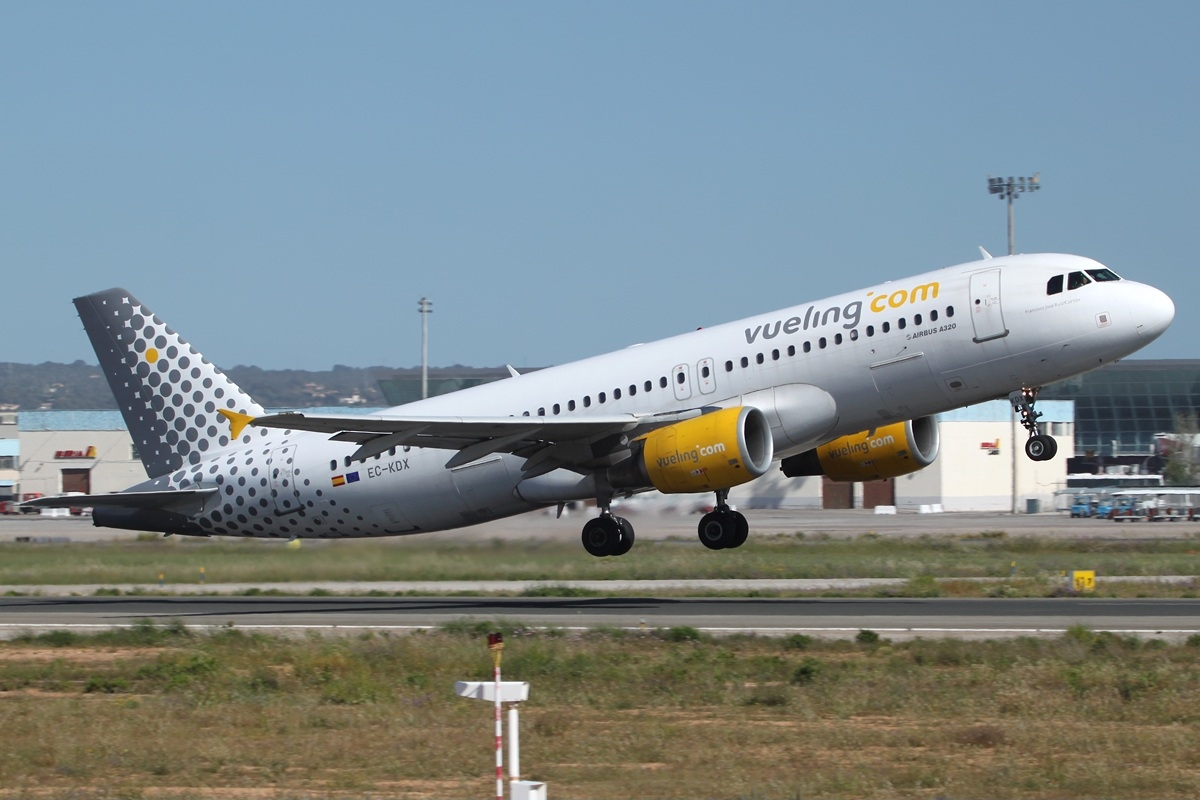
Airbus A320 de Vueling despegando en el aeropuerto.

### Inicios
La historia de la aviación en Mallorca comienza el 28 de junio de 1910, con la celebración de un vuelo de exhibición del aviador francés Julien Mamet en la finca de Son Maciá, en Marrachí. Ese primer contacto despierta el interés de las autoridades locales, por lo que en 1916 el Ayuntamiento de Palma y la Diputación de Baleares impulsan la Copa Mediterránea, para premiar el primer vuelo que aterrice en Mallorca desde el contiente. El lugar elegido para el aterrizaje es la posesión de Can Pere Antoni, pero en el último momento, el piloto Salvador Hedilla se decantó por la finca de Son Sunyer, ubicación del aeropuerto actual.
Así, tras dos horas de vuelo y 120 millas náuticas recorridas, aterrizó el 16 de julio de 1916 el primer avión en Son Sant Joan, proveniente de Barcelona.
El interés del Gobierno por desarrollar el correo aéreo llevó, a finales de la primera década del siglo XX, a estudiar la posibilidad de establecer una línea aérea postal en las Islas Baleares. Finalmente, en 1921, la compañía Aeromarítima Mallorquina se adjudicó la línea postal Barcelona-Palma, utilizando para el servicio hidroaviones que aterrizaban en el puerto de Palma. Antes de iniciarse la línea, se habían realizado vuelos de prueba en los campos de Son Sant Joan y Son Bonet, lugar donde finalmente se instaló un aeródromo particular.
En 1934, se crea la compañía Aero-Taxi de Mallorca con la finalidad de organizar vuelos turísticos a Mallorca. Esta compañía inaugura una escuela de pilotaje utilizando como lugar de vuelos el aeródromo existente en Son Sant Joan. Un año después, instala una escuela de pilotaje en el aeródromo de Son Bonet.
En mayo de 1935, se constituye la compañía LAPE (Líneas Aéreas Postales Españolas), antecesora de Iberia. Meses después, en agosto, se inaugura la primera línea regular entre Palma y Madrid, con escala en Valencia, utilizando como aeropuerto Son Sant Joan. Un año después, se sustituye esta línea por la de Palma-Barcelona. Tres años más tarde, Lufthansa e Iberia inauguran nuevas líneas que tienen como base el aeródromo de Son Bonet, ya que el de Sant Son Joan es utilizado por la aviación militar.
En 1954, siendo aún Son San Joan una base aérea militar (y Son Bonet el aeropuerto que se empleaba para el tránsito comercial), se procedió a la ampliación y al asfaltado de su pista de vuelo para permitir las operaciones de los reactores Sabre F-86, lo que obligó a desviar previamente la carretera de Palma a Llucmajor. Se construyeron en estos años la plataforma de estacionamiento de aeronaves y la calle de rodadura paralela, actuaciones que transcurrieron al mismo tiempo que la llegada de los primeros grandes grupos de turistas europeos a Son Bonet de la mano de las compañías BEA, Air France y Aviaco.

### Aeropuerto comercial
El aumento del tráfico y la imposibilidad de ampliación del aeropuerto de Son Bonet llevaron a los redactores del Plan Nacional de Aeropuertos de 1958 a proponer la construcción de un gran aeropuerto comercial en la base aérea de Son Sant Joan. La Junta Nacional de Aeropuertos aprobó estas obras dentro del programa nacional de inversiones y, por orden ministerial del 29 de julio de 1959, autorizó el traslado del tráfico comercial de Son Bonet a Son Sant Joan. En 1958, se procedió a instalar un VOR en la isla y un centro de comunicaciones VHF en el propio Son Sant Joan, al tiempo que se publicaron las servidumbres aeronáuticas de Son Bonet.
Para atender los vuelos comerciales, se construyó en Son Sant Joan un terminal provisional de pasajeros y una plataforma de estacionamiento de aeronaves, independiente de la plataforma militar. Una orden del 7 de julio de 1960 abrió al tráfico nacional e internacional el aeropuerto de Son Sant Joan, que quedó clasificado como de primera categoría administrativa.
Apenas dos semanas después de su apertura al tráfico, el 21 de julio se declaró de utilidad pública y de urgencia la necesaria ampliación del aeródromo. Las obras de ampliación de la pista de vuelo se iniciaron en el verano de 1961 y se acompañaron de una calle de rodadura paralela. A finales de ese año y principios del siguiente, se iniciaron las obras de la central eléctrica, del centro de comunicaciones y del parque de salvamento y contraincendios.

### Consolidación del aeropuerto
El Plan de Aeropuertos 1964-67 prestó una especial atención a Palma, aeropuerto que a partir de 1962 superó el millón de pasajeros anuales. El proyecto contempló la ampliación de la pista, una nueva ampliación del estacionamiento que permitiera atender a 28 aeronaves de tipo medio, un edificio terminal para más de cinco millones de pasajeros y todas las obras e instalaciones complementarias de balizamiento, comunicaciones y ayudas a la navegación, con un presupuesto total de casi quinientos millones de pesetas.

### Nuevas terminales

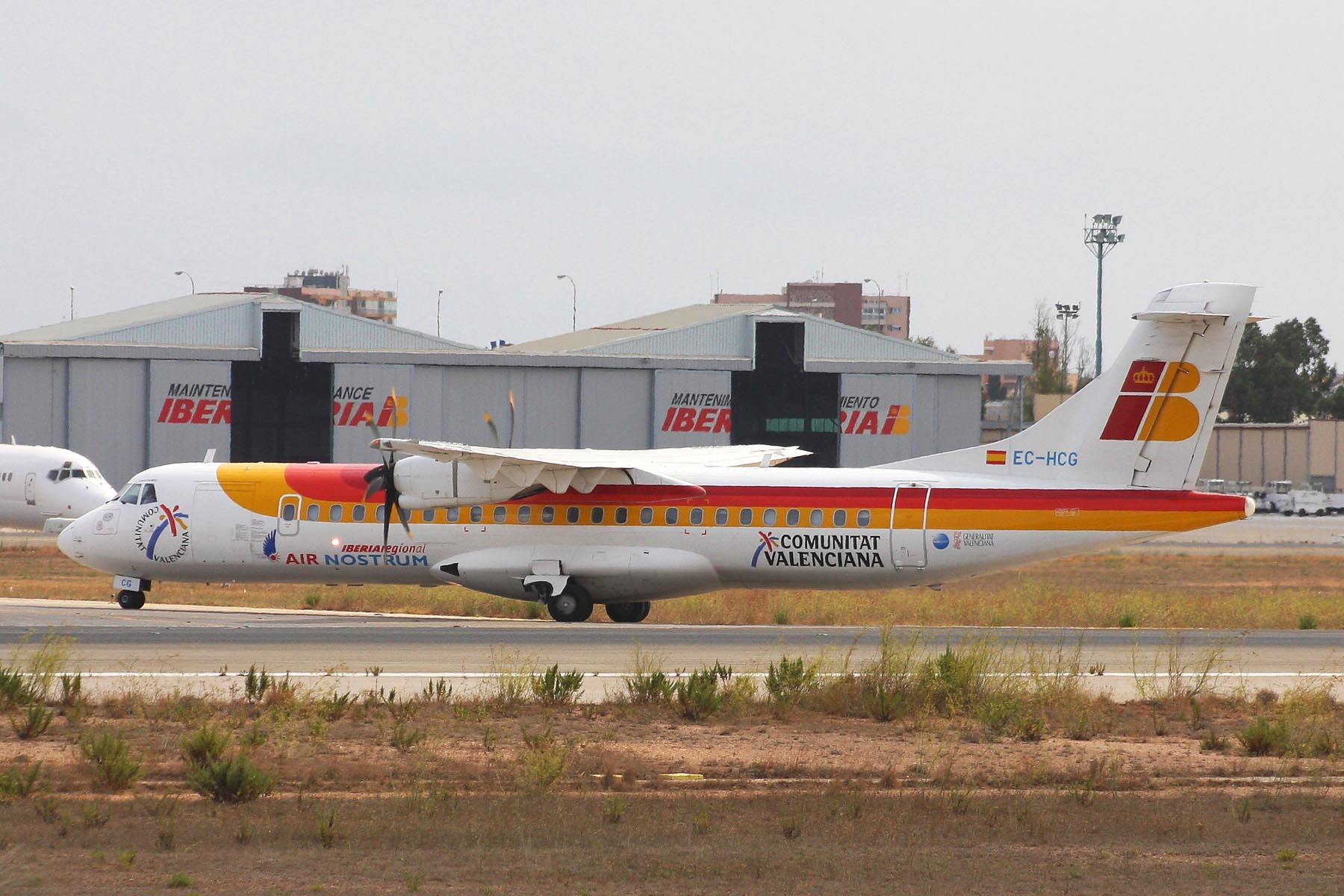
ATR 72 de Iberia Regional (Air Nostrum) en el aeropuerto con los hangares de mantenimiento de Iberia al fondo.

En el verano de 1965, se iniciaron las obras del nuevo terminal de pasajeros (terminal A) y, a finales del año siguiente, se complementaron los servicios de navegación aérea con la instalación de un radar de vigilancia.
El inusitado crecimiento del tráfico –que en 1965 ya superó los dos millones de pasajeros al año– aconsejó la construcción de un nuevo terminal para atender a los vuelos no regulares, al mismo tiempo que se iniciaron los estudios para construir una segunda pista de vuelo paralela a la existente. A finales de 1970, se iniciaron las obras de esta segunda pista y, a principios del año siguiente, las de la estación modular para tráfico no regular, así como un nuevo estacionamiento de aeronaves enfrente de este terminal. Estas obras se concluyeron en 1972, año en la que entró en servicio el denominado terminal B. Las obras de la segunda pista de vuelo continuaron a lo largo de los dos años siguientes, con su ampliación y el refuerzo del firme para aeronaves de hasta 450 toneladas.

### Crecimiento continuado
A lo largo de la década de los ochenta, el aumento del tráfico de pasajeros fue una constante en Palma. De algo más de siete millones de pasajeros en 1980 se pasó a los casi diez millones en 1986 para superar los quince millones de pasajeros en 1995. Este permanente crecimiento obligó a plantear de nuevo una profunda remodelación del área terminal del aeropuerto. Las necesarias obras del nuevo complejo aeroportuario de Son Sant Joan se iniciaron a mediados de 1993, con una inversión prevista de más de 40.000 millones de pesetas en los tres años siguientes. Cabe destacar entre ellas la ampliación de la plataforma de aeronaves, la red de saneamiento y agua potable y, sobre todo, el nuevo edificio terminal.
El nuevo edificio terminal, inaugurado en 1997, fue diseñado por el arquitecto mallorquín Pere Nicolau Bover. Del vestíbulo de facturación se accede a la planta superior de salidas, donde se distribuyen las salas de preembarque. En la planta superior, se sitúan las oficinas de las compañías aéreas y, en la planta baja del edificio, el área de llegadas. Frente al terminal de pasajeros, se sitúa un gran edificio para aparcamientos.
Además, en algún momento antes del 2002, se creó una nueva pista de aterrizaje (06C-24C), paralela a las anteriores, encima de parte de la calle de rodaje North (la calle de rodaje paralela a la pista 06L-24R); sin embargo era rara vez usada.

### Módulo interislas
En abril de 2003, se inauguró el edificio de embarque de vuelos interislas en el módulo B, especialmente destinado a los pasajeros de vuelos regionales o de corta distancia.
El edificio consta de dos grandes cubiertas unidas por un lucernario que se sitúan sobre un gran vestíbulo.
La planta baja se destinó a zona de embarque de pasajeros. En la planta alta, un balcón-mirador que se asoma sobre el vestíbulo, a la que se accede desde la zona de facturación del terminal principal a través de una pasarela que une ambos edificios.
La planta superior cuenta con una amplia cafetería en el área de espera previa al embarque y en la planta baja se encuentran la zona comercial y las oficinas de las compañías aéreas.
También se puso en marcha un edificio para la Aviación General. La nueva construcción dispone de todos los servicios necesarios para empresas y pasajeros de vuelos privados, cargueros y aerotaxis.
Estas últimas actuaciones en las infraestructuras hacen que el aeropuerto de Palma disponga de una capacidad para atender a más de 25 millones de pasajeros.
En 2008, la pista central 06C-24C fue eliminada de la calle de rodaje North.

### Hubde la quebrada Air Berlin
En 2011, la compañía Air Berlin decidió utilizar el aeropuerto como hub o centro de conexión para sus vuelos entre Alemania y España. Gracias a esta medida, Son Sant Joan sirvió como puente entre muchas ciudades alemanas (siendo el aeropuerto español con más destinos en ese país) y españolas. Para ello, tanto la administración como la compañía aérea invirtieron en la mejora de parte de la infraestructura del aeropuerto.
Debido a que las rutas peninsulares eran deficitarias y a la fuerte competencia (en los primeros nueve meses con esas rutas perdió 191 millones de euros), en 2015 Air Berlin cambió su estrategia y centrarse más en vuelos de larga distancia. Por ello, el aeropuerto mallorquín dejó de ser hub y todos los vuelos con la península ibérica desde Son Sant Joan fueron cancelados progresivamente desde enero a marzo de 2016. Pese a estas cancelaciones, la compañía no quiso dar la espalda al aeródromo, que mantuvo todas las conexiones con Alemania, y aseguró que aumentaría el número de destinos a ese país, Austria y Suiza en un 9%. La mayoría de dichas rutas nacionales fueron cubiertas por otras compañías, aunque no en su totalidad ni con la misma frecuencia.

### Actualidad
El 16 de octubre de 2016, Aena anunció que invertirá en menos de un año la cantidad de 100 millones de euros para diversas mejoras en el aeropuerto, la más elevada hasta la fecha realizada en Son Sant Joan en tan poco tiempo.
Entre las actuaciones, destacan la regeneración del pavimento de la pista de aterrizaje sur (06R-24L), la mejora de la plataforma de estacionamiento de aeronaves de la terminal interislas y modificaciones en las cabeceras de las dos pistas de aterrizaje, sumando en su conjunto cerca de 30 millones. Además, también se destinarán fondos para la creación de un aparcamiento en el área de llegadas, mejoras en la señalización de las terminales, zonas infantiles y puntos de recarga de dispositivos electrónicos. Las mejoras en la pista se iniciaron a finales de octubre de 2016.
Estas actuaciones tienen el objetivo de preparar el aeropuerto para este año, en el que Aena prevé que se superarán los 26 millones de pasajeros y que mejorará la cifra de beneficios, que fue de 120 millones de euros en 2015.
Las actuaciones de regeneración en la pista sur -con un coste de seis millones de euros- fueron prácticamente terminadas a mediados de noviembre de 2016, quedando terminadas el día 24, realizadas aprovechando la temporada baja para no obstaculizar las operaciones aéreas. Una vez terminadas, las actuaciones se centrarán en la pista norte.
25 años después de la inauguración de este aeropuerto, Aena ha firmado con Acciona un contrato para la remodelación de este, que consistirá en reformar las plataformas de estacionamiento de aeronaves, mejoras en el módulo A y D, y una ampliación del terminal del aeropuerto, persiguiendo mejorar las instalaciones y las conexiones entre los módulos. Se prevé que esta reforma finalice en 39 meses, contando con más de 200 millones de euros.

## Terminales y módulos

Mapa del Aeropuerto

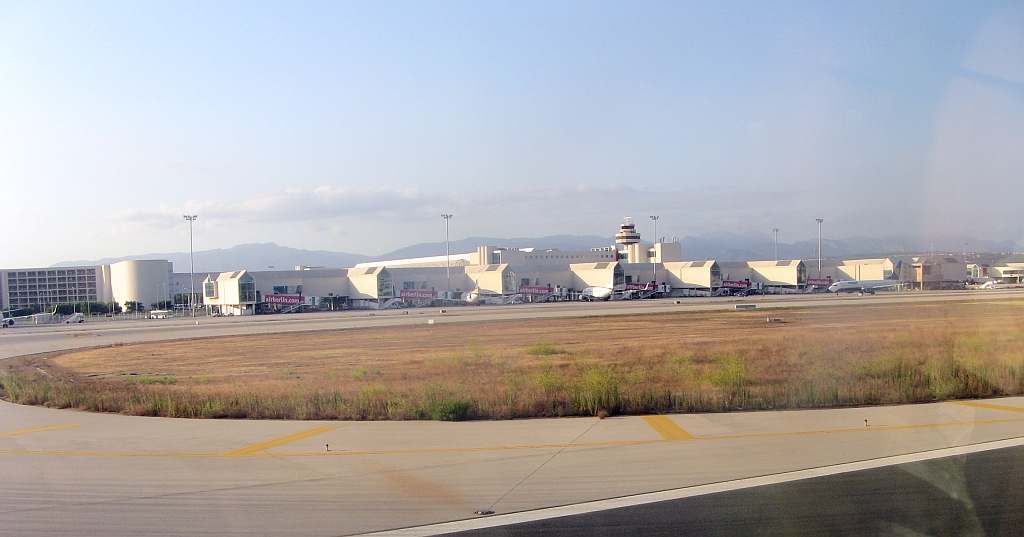
Vista del módulo D desde la pista de aterrizaje.

El aeropuerto de Palma de Mallorca ocupa una superficie de 6,3 km{\displaystyle ^{2}} (2,4 millas cuadradas). Debido al rápido crecimiento del número de pasajeros, se añadió infraestructura adicional a los dos terminales A (1965) y B (1972). La terminal principal fue diseñada por el arquitecto local Pere Nicolau Bover y fue inaugurada oficialmente el 12 de abril de 1997. El aeropuerto ahora consta de cuatro módulos: Módulo A (la antigua Terminal A), Módulo B (la antigua Terminal B), Módulo C y el Módulo D (los dos últimos eran completamente nuevos conjuntos de edificios y puertas que se abrían, junto con la nueva terminal central y zona de registro en 1997). El aeropuerto puede manejar 25 millones de pasajeros al año, con una capacidad para despachar 12.000 pasajeros por hora.

### Módulo A
La antigua terminal del Aeropuerto de Palma. Cuenta con 28 puertas de las cuales 8 tienen pasarelas telescópicas. Este es el único módulo que tiene pasarelas telescópicas dobles conectadas a puertas. El muelle se utiliza principalmente por los vuelos a destinos no Schengen incluyendo el Reino Unido e Irlanda. Esta parte del edificio de la terminal está cerrada durante los meses de invierno y solo se utiliza en el verano.

### Módulo B
El edificio de la Terminal B es el módulo más pequeño, situado en el noreste. Cuenta con 8 puertas situadas en la planta baja, de los cuales ninguna dispone de pasarelas telescópicas. Es utilizado por los aviones regionales (CRJ-1000) de Air Nostrum, que opera vuelos al Ibiza, Menorca, Valencia, Lérida, Asturias y Santiago de Compostela principalmente; y aviones regionales (ATR-72) de Air Europa, operando vuelos a Ibiza y Menorca.

### Módulo C

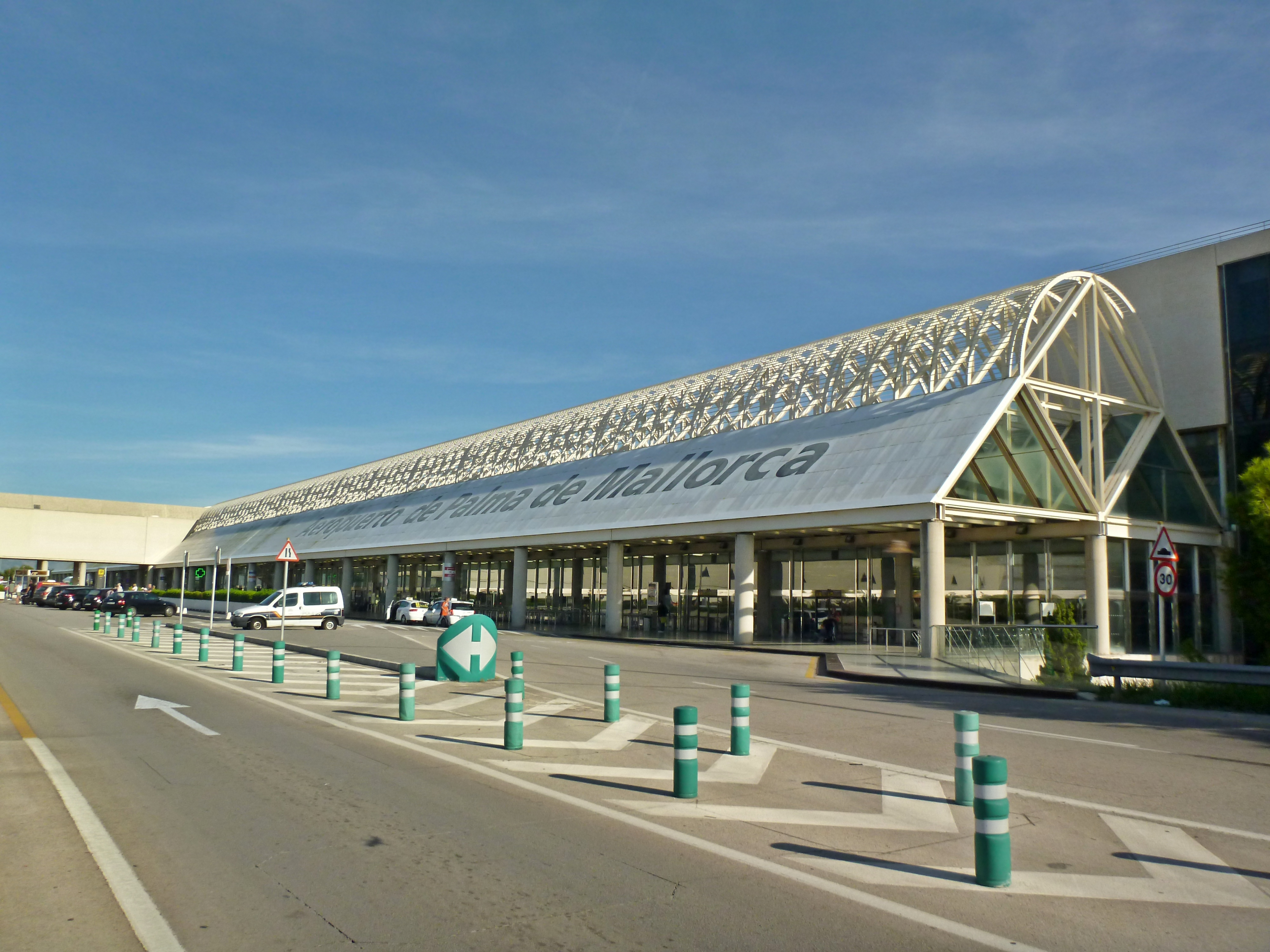
Vista exterior del aeropuerto.

El mayor de los módulos ubicados en el este. Cuenta con 33 puertas de las cuales 17 tienen pasarelas telescópicas. La alemana Cóndor la usa junto con los vuelos de EasyJet a destinos del espacio Schengen. En 2008 se empezó una remodelación y ampliación la cual acabó en 2010 con una nueva zona sur y una nueva zona comercial. La ampliación ayudó a ampliar la operación de vuelos y mejorar la colocación de los aviones. Se sumaron puertas con pasarelas telescópicas, pero todavía se mantiene el número de puertas, 33.

### Módulo D
Situado en el sur. Cuenta con 19 puertas de las cuales 10 tienen pasarelas telescópicas. Todas las puertas impares son puertas con un traslado en autobús. Durante el cierre de la zona sur del Módulo C, se utiliza principalmente para vuelos a Europa.

### FBO (Aviación Ejecutiva)
El aeropuerto de Palma cuenta con dos bases fijas de operaciones FBO destinada para la aviación ejecutiva o de negocios.
Estos FBO’s junto con la terminal son gestionadas mediante concurso por dos operadores Gestair FBO y Mallorcair contando con unas instalaciones exclusivas para pasajeros.
La finalidad de esta terminal es satisfacer todas las necesidades de los aviones privados que llegan a la isla, servicios a pasajeros, tripulaciones y aerovanes, hangarajes, combustible...

## Aerolíneas y destinos
Las siguientes aerolíneas operan desde el Aeropuerto de Palma de Mallorca:

### Destinos nacionales
| Ciudades               | Nombre del aeropuerto                            | Aerolíneas                                                             |
| España                 | España                                           | España                                                                 |
| ---------------------- | ------------------------------------------------ | ---------------------------------------------------------------------- |
| Andalucía              |                                                  |                                                                        |
| Almería                | Aeropuerto de Almería                            | Air Nostrum                                                            |
| Córdoba                | Aeropuerto de Córdoba                            | Air Nostrum (estacional)                                               |
| Granada                | Aeropuerto Federico García Lorca Granada-Jaén    | Air Europa / Vueling                                                   |
| Jerez de la Frontera   | Aeropuerto de Jerez                              | Vueling                                                                |
| Málaga                 | Aeropuerto de Málaga-Costa del Sol               | Air Europa (estacional) / Ryanair / Vueling                            |
| Sevilla                | Aeropuerto de Sevilla                            | Air Europa (estacional) / Ryanair / Vueling                            |
| Aragón                 |                                                  |                                                                        |
| Zaragoza               | Aeropuerto de Zaragoza                           | Ryanair (estacional) / Vueling                                         |
| Asturias               |                                                  |                                                                        |
| Asturias               | Aeropuerto de Asturias                           | Volotea (estacional) / Vueling                                         |
| Islas Baleares         |                                                  |                                                                        |
| Ibiza                  | Aeropuerto de Ibiza                              | Air Nostrum / Uep!Fly                                                  |
| Menorca                | Aeropuerto de Menorca                            | Air Nostrum / Uep!Fly                                                  |
| Canarias               |                                                  |                                                                        |
| Gran Canaria           | Aeropuerto de Gran Canaria                       | Binter Canarias                                                        |
| Tenerife               | Aeropuerto de Tenerife Norte-Ciudad de La Laguna | Binter Canarias / Ryanair (estacional)                                 |
| Cantabria              |                                                  |                                                                        |
| Santander              | Aeropuerto Seve Ballesteros-Santander            | Vueling (estacional)                                                   |
| Castilla y León        |                                                  |                                                                        |
| Burgos                 | Aeropuerto de Burgos                             | Air Nostrum (estacional)                                               |
| León                   | Aeropuerto de León                               | Air Nostrum                                                            |
| Salamanca              | Aeropuerto de Salamanca                          | Air Nostrum (estacional) / Volotea (estacional)                        |
| Valladolid             | Aeropuerto de Valladolid                         | Air Nostrum (estacional)                                               |
| Cataluña               |                                                  |                                                                        |
| Barcelona              | Aeropuerto Josep Tarradellas Barcelona-El Prat   | Air Europa / Ryanair / Vueling                                         |
| La Seu D'urgell        | Aeropuerto de Andorra-La Seu                     | Air Nostrum                                                            |
| Lérida                 | Aeropuerto de Lérida-Alguaire                    | Air Nostrum                                                            |
| Reus                   | Aeropuerto de Reus                               | Air Nostrum (estacional)                                               |
| Extremadura            |                                                  |                                                                        |
| Badajoz                | Aeropuerto de Badajoz                            | Air Nostrum (estacional)                                               |
| Galicia                |                                                  |                                                                        |
| Santiago de Compostela | Aeropuerto de Santiago de Compostela             | Ryanair / Vueling                                                      |
| Vigo                   | Aeropuerto de Vigo                               | Air Nostrum                                                            |
| La Rioja               |                                                  |                                                                        |
| Logroño                | Aeropuerto de Logroño-Agoncillo                  | Air Nostrum (estacional)                                               |
| Comunidad de Madrid    |                                                  |                                                                        |
| Madrid                 | Aeropuerto Adolfo Suárez Madrid-Barajas          | Air Europa / Iberia Express / Ryanair                                  |
| Melilla                |                                                  |                                                                        |
| Melilla                | Aeropuerto de Melilla                            | Air Nostrum                                                            |
| País Vasco             |                                                  |                                                                        |
| Bilbao                 | Aeropuerto de Bilbao                             | Air Europa / Air Nostrum (estacional) / Volotea (estacional) / Vueling |
| San Sebastián          | Aeropuerto de San Sebastián                      | Volotea (estacional)                                                   |
| Vitoria                | Aeropuerto de Vitoria                            | Air Nostrum (Estacional) / Ryanair (estacional)                        |
| Comunidad Valenciana   |                                                  |                                                                        |
| Alicante               | Aeropuerto de Alicante-Elche                     | Air Europa / Ryanair / Vueling                                         |
| Castellón              | Aeropuerto de Castellón-Costa Azahar             | Air Nostrum (Estacional)                                               |
| Valencia               | Aeropuerto de Valencia                           | Air Europa / { Air Nostrum / Ryanair / Vueling                         |

### Destinos internacionales
| Ciudades por países | Nombre del aeropuerto                             | Aerolíneas |
| África              | África                                            | África |
| ------------------- | ------------------------------------------------- | --- |
| Argelia             |                                                   | |
| Argel               | Aeropuerto Internacional Houari Boumedienne       | Air Algérie |
| Marruecos           |                                                   | |
| Fez                 | Aeropuerto de Fez                                 | Ryanair (estacional) |
| Marrakech           | Aeropuerto de Marrakech                           | Ryanair (estacional) |
| Nador               | Aeropuerto de Nador-Al Aroui                      | Air Arabia Maroc |
| América del Norte   |                                                   | |
| Estados Unidos      |                                                   | |
| Newark              | Aeropuerto Internacional Libertad de Newark       | United Airlines (estacional) |
| Europa              |                                                   | |
| Alemania            |                                                   | |
| Berlín              | Aeropuerto de Berlín-Brandeburgo                  | EasyJet / Eurowings / Ryanair / Sundair (estacional) |
| Bremen              | Aeropuerto de Bremen                              | Eurowings (estacional) / Ryanair / Sundair (estacional) |
| Colonia             | Aeropuerto de Colonia/Bonn                        | Eurowings / Marabu (estacional) / Ryanair |
| Dortmund            | Aeropuerto de Dortmund                            | Eurowings / Marabu (estacional) |
| Dresde              | Aeropuerto de Dresde                              | Eurowings (estacional) / Sundair (estacional) |
| Düsseldorf          | Aeropuerto de Düsseldorf                          | Condor (estacional) / Corendon Airlines (estacional) / Eurowings / TUIfly (estacional)                                                                                 |
| Érfurt              | Aeropuerto de Erfurt                              | Eurowings (estacional) |
| Fráncfort del Meno  | Aeropuerto de Fráncfort del Meno                  | Condor (estacional) / Discover Airlines / Lufthansa / TUIfly (estacional)                                                                                              |
| Hahn                | Aeropuerto de Fráncfort-Hahn                      | Ryanair |
| Friedrichshafen     | Aeropuerto de Friedrichshafen                     | AlbaStar (chárter estacional) / Marabu (estacional) |
| Hamburgo            | Aeropuerto de Hamburgo-Fuhlsbüttel                | Condor (estacional) / Eurowings / Marabu (estacional) / Ryanair |
| Hannover            | Aeropuerto de Hannover                            | Corendon Airlines (estacional) / Eurowings / TUIfly (estacional) |
| Karlsruhe           | Aeropuerto de Karlsruhe/Baden Baden               | Eurowings (estacional) / Ryanair |
| Kassel              | Aeropuerto de Kassel                              | AlbaStar (chárter estacional) |
| Leipzig             | Aeropuerto de Leipzig/Halle                       | AlbaStar (chárter estacional) / Eurowings / Marabu (estacional) |
| Lübeck              | Aeropuerto de Lübeck                              | Ryanair |
| Memmingen           | Aeropuerto de Memmingen                           | Eurowings (estacional) / Ryanair |
| Múnich              | Aeropuerto de Múnich-Franz Josef Strauss          | Condor (estacional) / Discover Airlines / Eurowings / Lufthansa (estacional) / Lufthansa City (estacional)                                                             |
| Münster             | Aeropuerto de Münster/Osnabrück                   | Eurowings / Marabu (estacional) / Ryanair / Sundair (estacional) |
| Núremberg           | Aeropuerto de Núremberg                           | Eurowings / Marabu (estacional) / Ryanair |
| Paderborn           | Aeropuerto de Paderborn-Lippstadt                 | Air Nostrum (chárter estacional) / Eurowings (estacional) / Ryanair (estacional)                                                                                       |
| Saarbrücken         | Aeropuerto de Saarbrücken                         | Eurowings (estacional) / SkyUp Airlines (chárter estacional) |
| Stuttgart           | Aeropuerto de Stuttgart                           | Condor / Eurowings / TUIfly (estacional) |
| Weeze               | Aeropuerto de Weeze                               | Ryanair |
| Austria             |                                                   | |
| Graz                | Aeropuerto de Graz                                | Eurowings (estacional) |
| Innsbruck           | Aeropuerto de Innsbruck                           | Eurowings (estacional) |
| Klagenfurt          | Aeropuerto de Klagenfurt                          | Ryanair (estacional) |
| Linz                | Aeropuerto de Linz                                | Eurowings (estacional) |
| Salzburgo           | Aeropuerto de Salzburgo                           | Eurowings (estacional) |
| Viena               | Aeropuerto Internacional de Viena                 | Austrian Airlines / Condor (estacional) / Ryanair |
| Bélgica             |                                                   | |
| Amberes             | Aeropuerto de Amberes-Deurne                      | TUI fly Belgium (estacional) |
| Bruselas            | Aeropuerto de Bruselas-National                   | Brussels Airlines (estacional) / Ryanair (estacional) / TUI fly Belgium (estacional)                                                                                   |
| Bruselas            | Aeropuerto de Charleroi-Bruselas Sur              | Ryanair / TUI fly Belgium (estacional) |
| Lieja               | Aeropuerto de Lieja                               | TUI fly Belgium (estacional) |
| Ostende             | Aeropuerto Internacional de Ostende-Brujas        | TUI fly Belgium (estacional) |
| Bulgaria            |                                                   | |
| Sofía               | Aeropuerto de Sofía                               | Bulgaria Air (estacional) / Ryanair |
| Croacia             |                                                   | |
| Zagreb              | Aeropuerto de Zagreb-Franjo Tuđman                | Ryanair (estacional) |
| Dinamarca           |                                                   | |
| Aalborg             | Aeropuerto de Aalborg                             | Jet Time (chárter estacional) / Norwegian (estacional) / Sunclass Airlines (chárter estacional)                                                                        |
| Aarhus              | Aeropuerto de Aarhus                              | Ryanair (estacional) / Norwegian (estacional) |
| Billund             | Aeropuerto de Billund                             | Jet Time (chárter estacional) / Norwegian (estacional) / Sunclass Airlines (chárter estacional)                                                                        |
| Bornholm            | Aeropuerto de Bornholm                            | Sunclass Airlines (chárter estacional) |
| Copenhague          | Aeropuerto de Copenhague-Kastrup                  | Braathens International Airways (chárter estacional) / Jet Time (chárter estacional) / SAS / Norwegian (estacional) / Ryanair / Sunclass Airlines (chárter estacional) |
| Odense              | Aeropuerto de Odense                              | Sunclass Airlines (chárter estacional) |
| Eslovaquia          |                                                   | |
| Bratislava          | Aeropuerto de Bratislava-Milan Rastislav Štefánik | Air Nostrum (chárter estacional) / Ryanair (estacional) / SmartWings (estacional)                                                                                      |
| Košice              | Aeropuerto Internacional de Košice                | SmartWings (estacional) |
| Estonia             |                                                   | |
| Tallin              | Aeropuerto de Tallin                              | AirBaltic (estacional) |
| Finlandia           |                                                   | |
| Helsinki            | Aeropuerto de Helsinki-Vantaa                     | Finnair (estacional) / Norwegian (estacional) / Sunclass Airlines (chárter estacional)                                                                                 |
| Francia             |                                                   | |
| Beauvais            | Aeropuerto de París-Beauvais                      | Ryanair |
| Burdeos             | Aeropuerto de Burdeos-Mérignac                    | EasyJet (estacional) / Volotea (estacional) |
| Brest               | Aeropuerto de Brest-Bretagne                      | Volotea (estacional) |
| Deauville           | Aeropuerto de Deauville-Normandía                 | Volotea (estacional) |
| Estrasburgo         | Aeropuerto de Estrasburgo                         | EasyJet (estacional) / Volotea (estacional) |
| Lille               | Aeropuerto de Lille                               | EasyJet (estacional) / Volotea (estacional) |
| Lyon                | Aeropuerto de Lyon-Saint Exupéry                  | EasyJet (estacional) / Transavia (estacional) / Volotea (estacional)                                                                                                   |
| Marsella            | Aeropuerto de Marsella-Provenza                   | Ryanair (estacional) / Volotea (estacional) |
| Montpellier         | Aeropuerto de Montpellier-Méditerranée            | EasyJet (estacional) |
| Nantes              | Aeropuerto de Nantes Atlantique                   | EasyJet (estacional) / Transavia (estacional) / Volotea (estacional) / Vueling (estacional)                                                                            |
| Niza                | Aeropuerto de Niza-Costa Azul                     | Air Nostrum (estacional) / EasyJet (estacional) |
| París               | Aeropuerto de París-Charles de Gaulle             | Air France (estacional) / EasyJet (estacional) |
| París               | Aeropuerto de París-Orly                          | Air Europa (estacional) / Transavia / Vueling |
| Rodez               | Aeropuerto de Rodez-Marcillac                     | Volotea (estacional) |
| Toulouse            | Aeropuerto de Toulouse-Blagnac                    | EasyJet (estacional) / Ryanair (estacional) / Volotea (estacional) |
| Grecia              |                                                   | |
| Atenas              | Aeropuerto Internacional Eleftherios Venizelos    | Aegean Airlines (estacional) / EasyJet (estacional) |
| Guernsey            |                                                   | |
| Guernsey            | Aeropuerto de Guernsey                            | British Airways (chárter estacional) |
| Hungría             |                                                   | |
| Budapest            | Aeropuerto de Budapest-Ferenc Liszt               | Ryanair (estacional) / Wizz Air (estacional) |
| Irlanda             |                                                   | |
| Cork                | Aeropuerto de Cork                                | Aer Lingus (estacional) / Ryanair (estacional) / TUI fly Netherlands (estacional)                                                                                      |
| Dublín              | Aeropuerto de Dublín                              | Aer Lingus (estacional) / Ryanair (estacional) / TUI fly Netherlands (estacional)                                                                                      |
| Knock               | Aeropuerto de Knock                               | Ryanair (estacional) |
| Shannon             | Aeropuerto de Shannon                             | Ryanair (estacional) / TUI fly Netherlands (estacional) |
| Isla de Man         |                                                   | |
| Isla de Man         | Aeropuerto de la Isla de Man                      | British Airways (chárter estacional) |
| Islas Feroe         |                                                   | |
| Vágar               | Aeropuerto de Vágar                               | Atlantic Airways (estacional) |
| Italia              |                                                   | |
| Bérgamo             | Aeropuerto de Bérgamo-Orio al Serio               | Ryanair |
| Bolonia             | Aeropuerto de Bolonia                             | Neos (estacional) / Ryanair |
| Cagliari            | Aeropuerto de Cagliari-Elmas                      | Ryanair (estacional) |
| Milán               | Aeropuerto de Milán-Malpensa                      | EasyJet / Neos (estacional) / Ryanair |
| Milán               | Aeropuerto de Milán-Linate                        | EasyJet (estacional) |
| Nápoles             | Aeropuerto Internacional de Nápoles               | EasyJet (estacional) / Ryanair (estacional) |
| Palermo             | Aeropuerto de Palermo-Punta Raisi                 | EasyJet (estacional) |
| Pisa                | Aeropuerto de Pisa                                | Ryanair (estacional) |
| Roma                | Aeropuerto de Roma-Fiumicino                      | ITA Airways (estacional) / Neos (estacional) / Ryanair (estacional) / Wizz Air (estacional)                                                                            |
| Venecia             | Aeropuerto de Sant'Angelo Treviso                 | Ryanair |
| Verona              | Aeropuerto de Verona-Villafranca                  | Neos (estacional) / Ryanair (estacional) |
| Jersey              |                                                   | |
| Jersey              | Aeropuerto de Jersey                              | British Airways (chárter estacional) |
| Letonia             |                                                   | |
| Riga                | Aeropuerto Internacional de Riga                  | AirBaltic (estacional) |
| Lituania            |                                                   | |
| Kaunas              | Aeropuerto de Kaunas                              | Ryanair (estacional) |
| Vilna               | Aeropuerto de Vilna                               | AirBaltic (estacional) |
| Luxemburgo          |                                                   | |
| Luxemburgo          | Aeropuerto de Luxemburgo                          | Luxair / Ryanair |
| Malta               |                                                   | |
| La Valeta           | Aeropuerto Internacional de Malta                 | Ryanair (inicia el 26 de octubre de 2025) |
| Moldavia            |                                                   | |
| Chisináu            | Aeropuerto Internacional de Chisináu              | FlyOne (estacional) / SkyUp Airlines (estacional) |
| Noruega             |                                                   | |
| Ålesund             | Aeropuerto de Ålesund-Vigra                       | Braathens International Airways (chárter estacional) |
| Bergen              | Aeropuerto de Bergen-Flesland                     | Norwegian (estacional) / Sunclass Airlines (chárter estacional) |
| Haugesund           | Aeropuerto de Haugesund-Karmøy                    | Braathens International Airways (chárter estacional) |
| Kristiansand        | Aeropuerto de Kristiansand-Kjevik                 | Braathens International Airways (chárter estacional) / Sunclass Airlines (chárter estacional)                                                                          |
| Narvik              | Aeropuerto de Harstad/Narvik-Evenes               | Norwegian (estacional) |
| Oslo                | Aeropuerto de Oslo-Gardermoen                     | Norwegian (estacional) / SAS (estacional) / Sunclass Airlines (chárter estacional)                                                                                     |
| Oslo                | Aeropuerto de Sandefjord-Torp                     | Norwegian (estacional) / Ryanair (estacional) |
| Stavanger           | Aeropuerto de Stavanger-Sola                      | Braathens International Airways (chárter estacional) / Norwegian (estacional) / Sunclass Airlines (chárter estacional)                                                 |
| Trondheim           | Aeropuerto de Trondheim-Værnes                    | Norwegian Air Shuttle (Charter estacional) / Sunclass Airlines (Charter estacional)                                                                                    |
| Países Bajos        |                                                   | |
| Ámsterdam           | Aeropuerto de Ámsterdam-Schiphol                  | Corendon Dutch Airlines (estacional) / EasyJet / KLM (estacional) / Transavia / TUI fly Netherlands (estacional) / Vueling (estacional)                                |
| Eindhoven           | Aeropuerto de Eindhoven                           | Ryanair / Transavia (estacional) |
| Groninga            | Aeropuerto de Groningen Eelde                     | AlbaStar (chárter estacional) / TUI fly Netherlands (estacional) |
| Róterdam            | Aeropuerto de Róterdam-La Haya                    | Transavia (estacional) / TUI fly Netherlands (estacional) |
| Polonia             |                                                   | |
| Breslavia           | Aeropuerto de Breslavia-Copérnico                 | AlbaStar (chárter estacional) / Ryanair (estacional) |
| Bydgoszcz           | Aeropuerto de Bydgoszcz-Ignacy Jan Paderewski     | Enter Air (chárter estacional) |
| Cracovia            | Aeropuerto de Cracovia-Juan Pablo II              | LOT Polish Airlines (chárter estacional) / Ryanair (estacional) |
| Gdansk              | Aeropuerto de Gdańsk-Lech Wałęsa                  | Buzz (chárter estacional) / Enter Air (chárter estacional) |
| Katowice            | Aeropuerto Internacional de Katowice              | AlbaStar (chárter estacional) / Electra Airways (chárter) / Enter Air (chárter estacional) / SmartWings (chárter estacional)                                           |
| Poznan              | Aeropuerto de Poznan-Ławica (Polonia)             | Buzz (chárter estacional) / Enter Air (chárter estacional) / Ryanair (estacional)                                                                                      |
| Rzeszów             | Aeropuerto de Rzeszów                             | Buzz (chárter estacional) |
| Varsovia            | Aeropuerto de Varsovia-Chopin                     | LOT Polish Airlines (chárter estacional) / Enter Air (chárter estacional) / Ryanair / Wizz Air (estacional)                                                            |
| Varsovia            | Aeropuerto de Varsovia-Modlin                     | Ryanair (estacional) |
| Portugal            |                                                   | |
| Lisboa              | Aeropuerto de Lisboa                              | EasyJet (estacional) / TAP Air Portugal (estacional) / Vueling |
| Oporto              | Aeropuerto Francisco Sá Carneiro                  | Air Horizont (chárter estacional) / EasyJet (estacional) / Ryanair (estacional)                                                                                        |
| Reino Unido         |                                                   | |
| Aberdeen            | Aeropuerto Internacional de Aberdeen              | TUI Airways (estacional) |
| Belfast             | Aeropuerto Internacional de Belfast               | EasyJet (estacional) / Jet2.com (estacional) / Ryanair (estacional) / TUI Airways (estacional)                                                                         |
| Belfast             | Aeropuerto de la Ciudad de Belfast George Best    | EasyJet (estacional) |
| Birmingham          | Aeropuerto de Birmingham                          | EasyJet (estacional) / Jet2.com / Ryanair / TUI Airways (estacional)                                                                                                   |
| Bournemouth         | Aeropuerto de Bournemouth                         | Jet2.com (estacional) / Ryanair (estacional) / TUI Airways (estacional)                                                                                                |
| Brístol             | Aeropuerto Internacional de Brístol               | EasyJet / Jet2.com (estacional) / Ryanair (estacional) / TUI Airways (estacional)                                                                                      |
| Cardiff             | Aeropuerto de Cardiff                             | TUI Airways (estacional) |
| Darlington          | Aeropuerto Internacional de Teesside              | Ryanair (estacional) / TUI Airways (estacional) |
| Edimburgo           | Aeropuerto de Edimburgo                           | British Airways (estacional) / EasyJet (estacional) / Jet2.com (estacional) / Ryanair (estacional) / TUI Airways (estacional)                                          |
| Exeter              | Aeropuerto de Exeter                              | Ryanair (estacional) / TUI Airways (estacional) |
| Glasgow             | Aeropuerto Internacional de Glasgow               | EasyJet (estacional) / Jet2.com (estacional) / TUI Airways (estacional)                                                                                                |
| Glasgow             | Aeropuerto de Glasgow Prestwick                   | Ryanair (estacional) |
| Inverness           | Aeropuerto de Inverness                           | TUI Airways (estacional) |
| Kirmington          | Aeropuerto de Humberside                          | AlbaStar (chárter estacional) / TUI Airways (estacional) |
| Leeds               | Aeropuerto de Leeds-Bradford                      | EasyJet (estacional) / Jet2.com (estacional) / Ryanair (estacional) / TUI Airways (estacional)                                                                         |
| Liverpool           | Aeropuerto de Liverpool-John Lennon               | EasyJet / Jet2.com (estacional) / Ryanair (estacional) |
| Londres             | Aeropuerto de Londres-City                        | British Airways |
| Londres             | Aeropuerto de Londres-Heathrow                    | British Airways (estacional) |
| Londres             | Aeropuerto de Londres-Gatwick                     | EasyJet / British Airways / TUI Airways (estacional) |
| Londres             | Aeropuerto de Londres-Luton                       | EasyJet / Jet2.com (estacional) / Ryanair (estacional) / TUI Airways (estacional) / Wizz Air (estacional)                                                              |
| Londres             | Aeropuerto de Londres-Southend                    | EasyJet |
| Londres             | Aeropuerto de Londres-Stansted                    | Jet2.com / Ryanair / TUI Airways (estacional) |
| Mánchester          | Aeropuerto de Mánchester                          | EasyJet / Jet2.com / Ryanair / TUI Airways (estacional) |
| Newcastle           | Aeropuerto Internacional de Newcastle             | EasyJet (estacional) / Jet2.com (estacional) / Ryanair (estacional) / TUI Airways (estacional)                                                                         |
| Norwich             | Aeropuerto de Norwich                             | AlbaStar (chárter estacional) / TUI Airways (estacional) |
| Nottingham          | Aeropuerto de East Midlands                       | Jet2.com (estacional) / Ryanair (estacional) / TUI Airways (estacional)                                                                                                |
| Southampton         | Aeropuerto de Southampton                         | EasyJet (estacional) / TUI Airways (estacional) |
| República Checa     |                                                   | |
| Brno                | Aeropuerto de Brno-Tuřany                         | SmartWings (chárter estacional) |
| Ostrava             | Aeropuerto de Ostrava-Leoš Janáček                | SmartWings (chárter estacional) |
| Pardubice           | Aeropuerto de Pardubice                           | Ryanair (estacional) / SmartWings (chárter estacional) |
| Praga               | Aeropuerto de Praga                               | EasyJet (estacional) / Eurowings (estacional) / Ryanair / SmartWings                                                                                                   |
| Rumanía             |                                                   | |
| Bucarest            | Aeropuerto Internacional de Bucarest-Henri Coandă | HiSky (chárter estacional) / Ryanair (estacional) / Wizz Air (estacional)                                                                                              |
| Cluj-Napoca         | Aeropuerto de Cluj-Napoca                         | HiSky (chárter estacional) / Wizz Air (estacional) |
| Craiova             | Aeropuerto de Craiova                             | AlbaStar (chárter estacional) |
| Iași                | Aeropuerto de Iași                                | AlbaStar (chárter estacional) |
| Oradea              | Aeropuerto de Oradea                              | AlbaStar (chárter estacional) |
| Sibiu               | Aeropuerto Internacional de Sibiu                 | AlbaStar (chárter estacional) |
| Timișoara           | Aeropuerto Internacional de Timişoara-Traian Vuia | AlbaStar (chárter estacional) / Animawings (estacional) |
| Serbia              |                                                   | |
| Belgrado            | Aeropuerto de Belgrado-Nikola Tesla               | Air Serbia (estacional) |
| Suecia              |                                                   | |
| Estocolmo           | Aeropuerto de Estocolmo-Arlanda                   | Ryanair / SAS / Norwegian (estacional) / Sunclass Airlines (chárter estacional) / TUIfly Nordic (chárter estacional)                                                   |
| Estocolmo           | Aeropuerto de Estocolmo-Skavsta                   | Norwegian (estacional) |
| Gotemburgo          | Aeropuerto de Gotemburgo-Landvetter               | Ryanair (estacional) / Norwegian (estacional) / SAS (estacional) / Sunclass Airlines (chárter estacional) / TUIfly Nordic (chárter estacional)                         |
| Jönköping           | Aeropuerto de Jönköping                           | Sunclass Airlines (chárter estacional) |
| Kalmar              | Aeropuerto de Kalmar                              | Sunclass Airlines (chárter estacional) |
| Karlstad            | Aeropuerto de Karlstad                            | Sunclass Airlines (chárter estacional) |
| Luleå               | Aeropuerto de Luleå                               | Braathens International Airways (chárter estacional) |
| Malmö               | Aeropuerto de Malmö                               | Sunclass Airlines (chárter estacional) |
| Östersund           | Aeropuerto de Åre Östersund                       | Sunclass Airlines (chárter estacional) |
| Skellefteå          | Aeropuerto de Skellefteå                          | Braathens International Airways (chárter estacional) |
| Växjö               | Aeropuerto de Växjö-Småland                       | Norwegian (estacional) |
| Visby               | Aeropuerto de Visby                               | Sunclass Airlines (chárter estacional) |
| Suiza               |                                                   | |
| Basilea             | Aeropuerto de Basilea-Mulhouse-Friburgo           | Condor (estacional) / EasyJet / Eurowings (estacional) |
| Berna               | Aeropuerto de Berna                               | Helvetic Airways (estacional) |
| Ginebra             | Aeropuerto de Ginebra                             | EasyJet / Swiss (estacional) |
| San Galo            | Aeropuerto de San Galo-Altenrhein                 | People's Viennaline (estacional) |
| Sion                | Aeropuerto de Sion                                | Helvetic Airways (estacional) |
| Zúrich              | Aeropuerto de Zúrich                              | Chair Airlines / Condor (estacional) / EasyJet (estacional) / Edelweiss Air / Eurowings (estacional) / Swiss                                                           |

## Tráficos y estadísticas

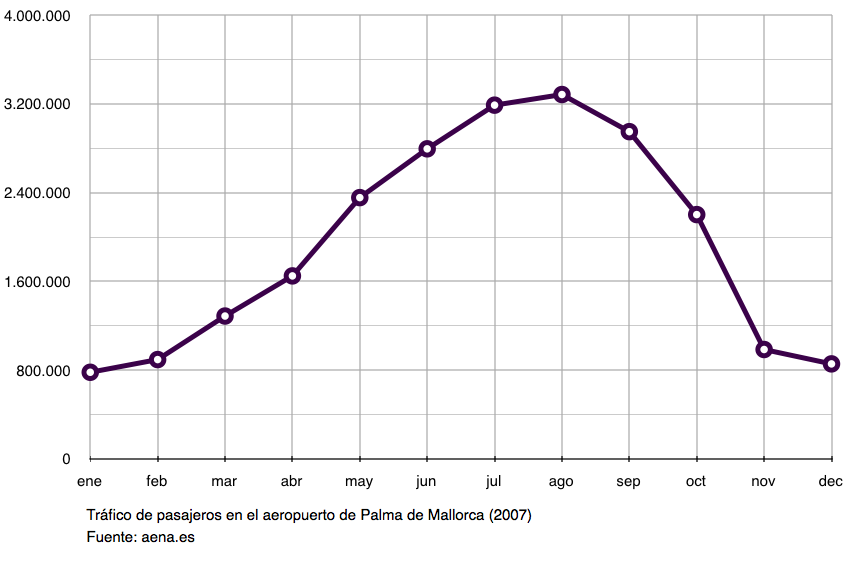
Evolución anual de pasajeros en el año 2007, cuando se batió un récord total de pasajeros (23 228 879). El actual récord es de 2024 con 33 298 164 pasajeros.

Evolución del tráfico de pasajeros:
|      | Pasajeros  | Crecimiento · Decrecimiento | Operaciones | Crecimiento · Decrecimiento | Carga (toneladas) | Crecimiento · Decrecimiento |
| ---- | ---------- | --------------------------- | ----------- | --------------------------- | ----------------- | --------------------------- |
| 1987 | 11 289 039 | -                           | 81 332      | -                           | 22 653            | -                           |
| 1988 | 11 736 145 | 4,0 %                       | 87 989      | 8,2 %                       | 21 544            | 4,9 %                       |
| 1989 | 11 515 834 | 1,9 %                       | 88 185      | 0,2 %                       | 19 227            | 10,8 %                      |
| 1990 | 11 278 288 | 2,1 %                       | 88 392      | 0,2 %                       | 17 899            | 6,9 %                       |
| 1991 | 11 739 508 | 4,1 %                       | 93 086      | 5,3 %                       | 16 416            | 8,3 %                       |
| 1992 | 11 915 818 | 1,5 %                       | 96 082      | 3,2 %                       | 15 339            | 6,6 %                       |
| 1993 | 12 424 460 | 4,3 %                       | 96 061      | 0,0 %                       | 13 824            | 9,9 %                       |
| 1994 | 14 052 549 | 13,1 %                      | 104 114     | 8,4 %                       | 16 364            | 18,4 %                      |
| 1995 | 14 519 766 | 3,3 %                       | 116 851     | 12,2 %                      | 16 777            | 2,5 %                       |
| 1996 | 15 508 678 | 6,8 %                       | 121 154     | 3,7 %                       | 19 440            | 15,9 %                      |
| 1997 | 16 346 307 | 5,4 %                       | 138 337     | 14,2 %                      | 23 488            | 20,8 %                      |
| 1998 | 17 410 913 | 6,5 %                       | 146 591     | 6,0 %                       | 25 409            | 8,2 %                       |
| 1999 | 19 233 162 | 10,4 %                      | Sin datos   | -                           | Sin datos         | -                           |
| 2000 | 19 424 243 | 0,9 %                       | 176 997     | -                           | 25 156            | -                           |
| 2001 | 19 206 964 | 1,1 %                       | 169 603     | 4,2 %                       | 23 069            | 8,3 %                       |
| 2002 | 17 832 558 | 7,2 %                       | 160 329     | 5,5 %                       | 20 413            | 11,5 %                      |
| 2003 | 19 185 919 | 7,6 %                       | 168 988     | 5,4 %                       | 19 936            | 2,3 %                       |
| 2004 | 20 416 083 | 6,4 %                       | 177 859     | 5,3 %                       | 20 408            | 2,4 %                       |
| 2005 | 21 240 736 | 4,0 %                       | 182 028     | 2,3 %                       | 21 026            | 3,0 %                       |
| 2006 | 22 408 427 | 5,5 %                       | 190 304     | 4,5 %                       | 22 444            | 6,7 %                       |
| 2007 | 23 228 879 | 3,7 %                       | 197 384     | 3,7 %                       | 22 834            | 1,7 %                       |
| 2008 | 22 832 857 | 1,7 %                       | 193 379     | 2,0 %                       | 21 396            | 6,3 %                       |
| 2009 | 21 203 041 | 7,1 %                       | 177 502     | 8,2 %                       | 17 086            | 20,1 %                      |
| 2010 | 21 117 417 | 0,4 %                       | 174 635     | 1,6 %                       | 17 292            | 1,2 %                       |
| 2011 | 22 726 707 | 7,6 %                       | 180 152     | 3,2 %                       | 15 777            | 8,8 %                       |
| 2012 | 22 666 858 | 0,3 %                       | 173 966     | 3,4 %                       | 13 712            | 13,1 %                      |
| 2013 | 22 768 032 | 0,4 %                       | 170 140     | 2,2 %                       | 12 237            | 10,8 %                      |
| 2014 | 23 115 622 | 1,5 %                       | 172 630     | 1,5 %                       | 11 463            | 6,3 %                       |
| 2015 | 23 745 023 | 2,7 %                       | 178 254     | 3,3 %                       | 11 374            | 0,8 %                       |
| 2016 | 26 254 110 | 10,6 %                      | 197 640     | 10,9 %                      | 10 453            | 8,1 %                       |
| 2017 | 27 950 655 | 6,5 %                       | 208 787     | 5,6 %                       | 10 191            | 2,5 %                       |
| 2018 | 29 081 787 | 4,0 %                       | 220 329     | 5,5 %                       | 10 018            | 1,7 %                       |
| 2019 | 29 721 123 | 2,2 %                       | 217 218     | 1,4 %                       | 9022              | 9,9 %                       |
| 2020 | 6 108 486  | 79,4 %                      | 76 851      | 64,6 %                      | 6733              | 25,4 %                      |
| 2021 | 14 496 857 | 137,3 %                     | 141 189     | 83,7 %                      | 6755              | 0,3 %                       |
| 2022 | 28 573 364 | 97,1 %                      | 220 690     | 56,3 %                      | 7592              | 12,4 %                      |
| 2023 | 31 105 987 | 8,9 %                       | 228 920     | 3,7 %                       | 7184              | 5,4 %                       |
| 2024 | 33 298 164 | 7,0 %                       | 243 200     | 6,2 %                       | 6756              | 6,0 %                       |

### Rutas más importantes

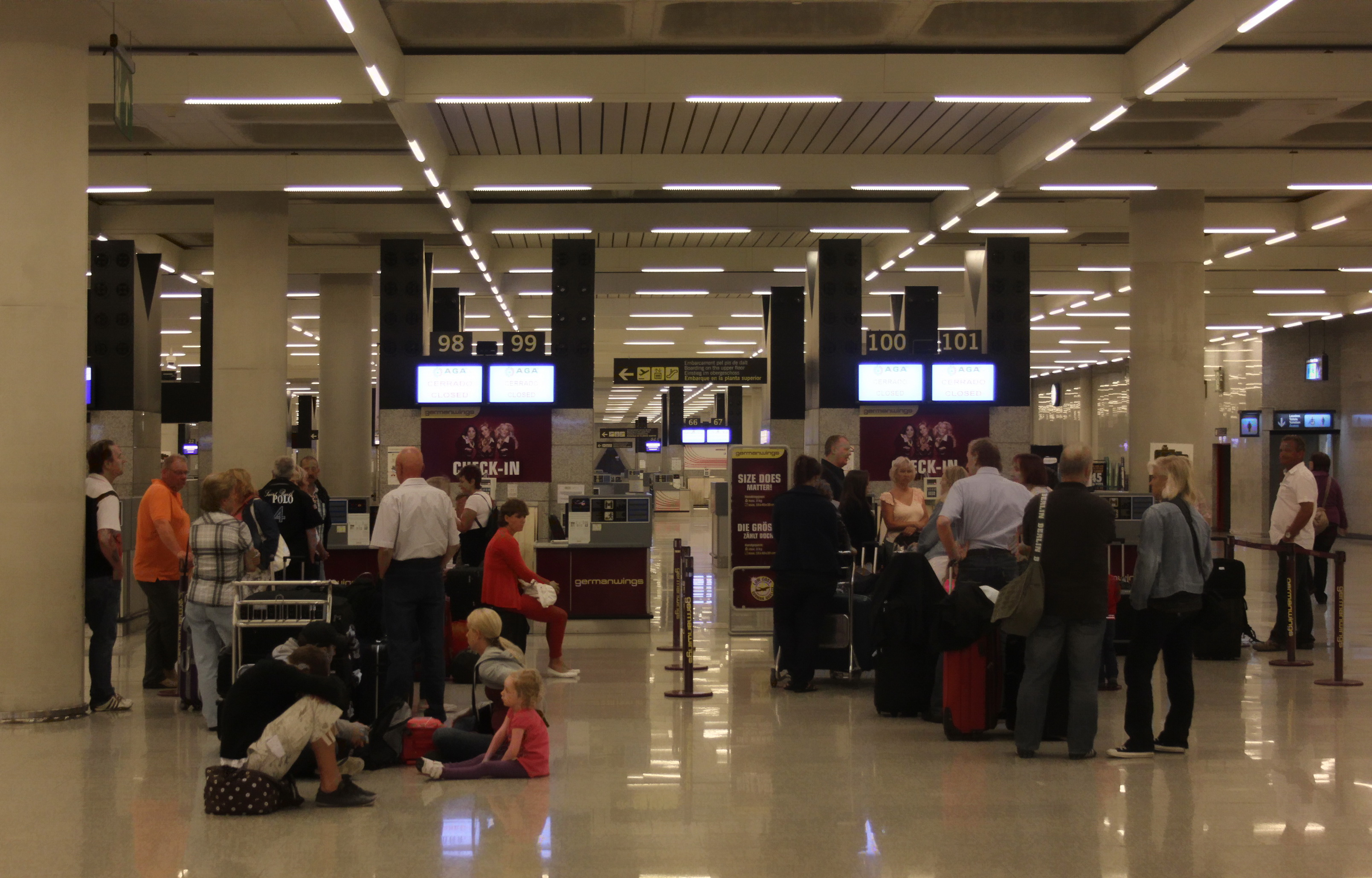
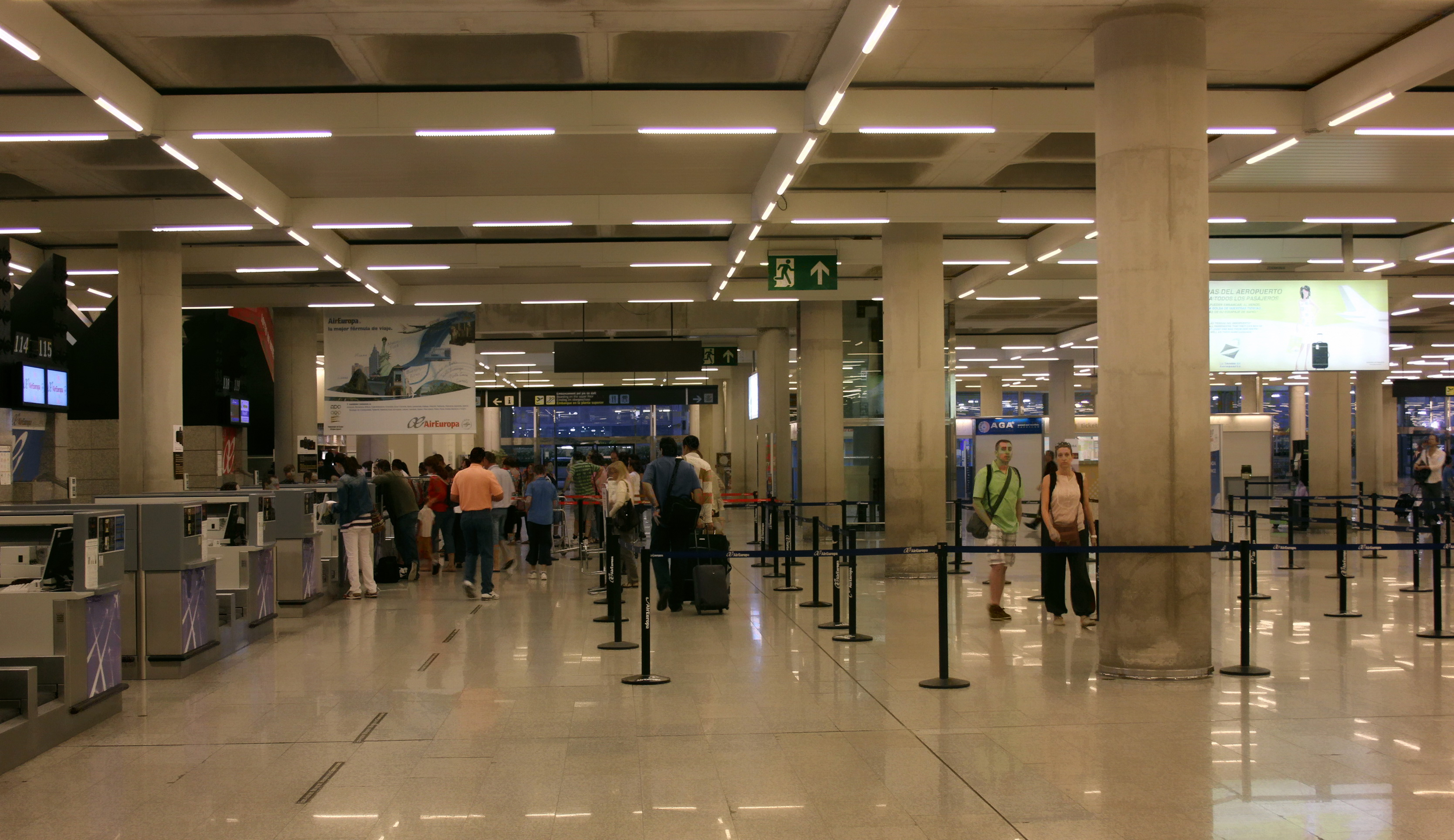
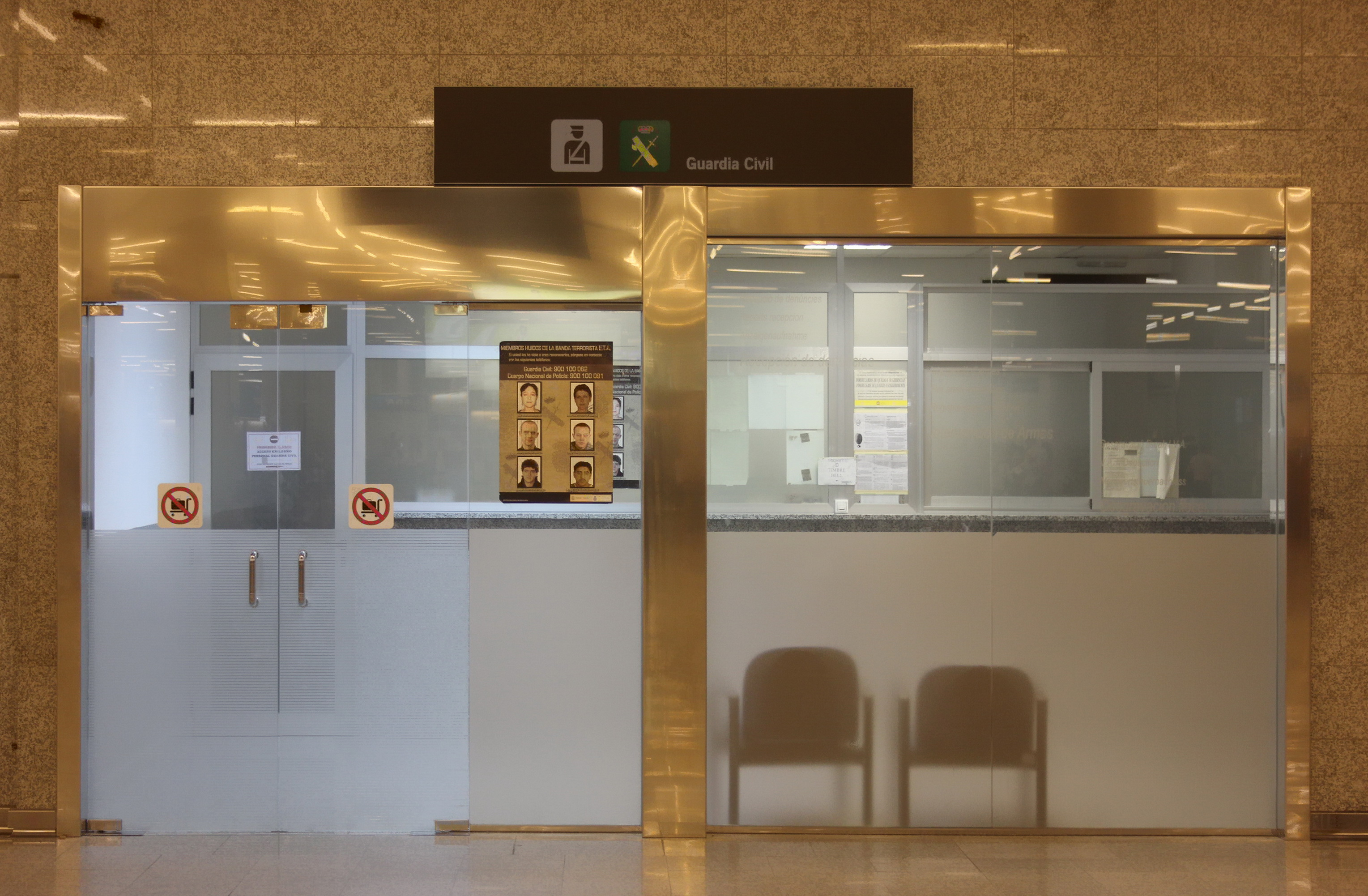
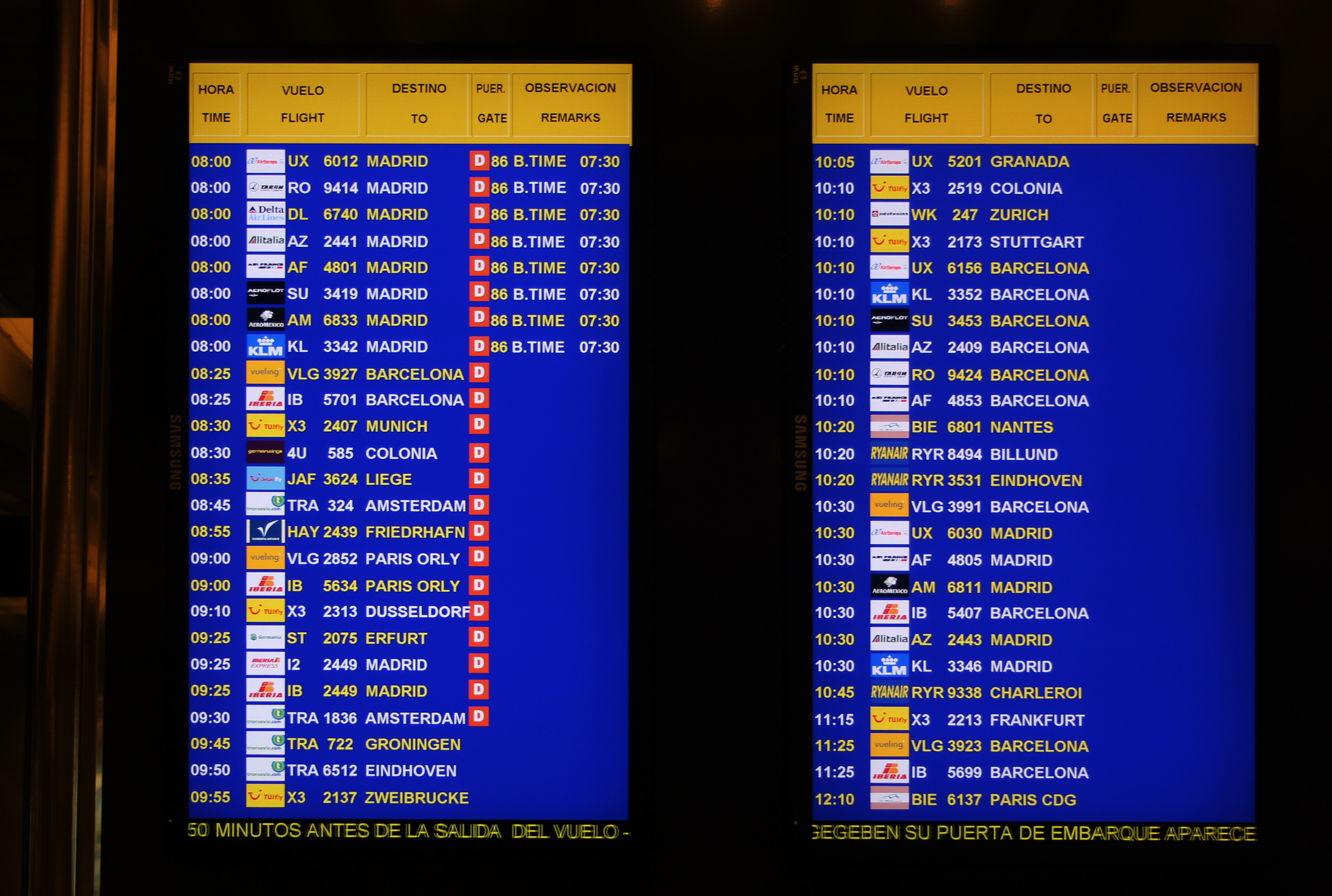
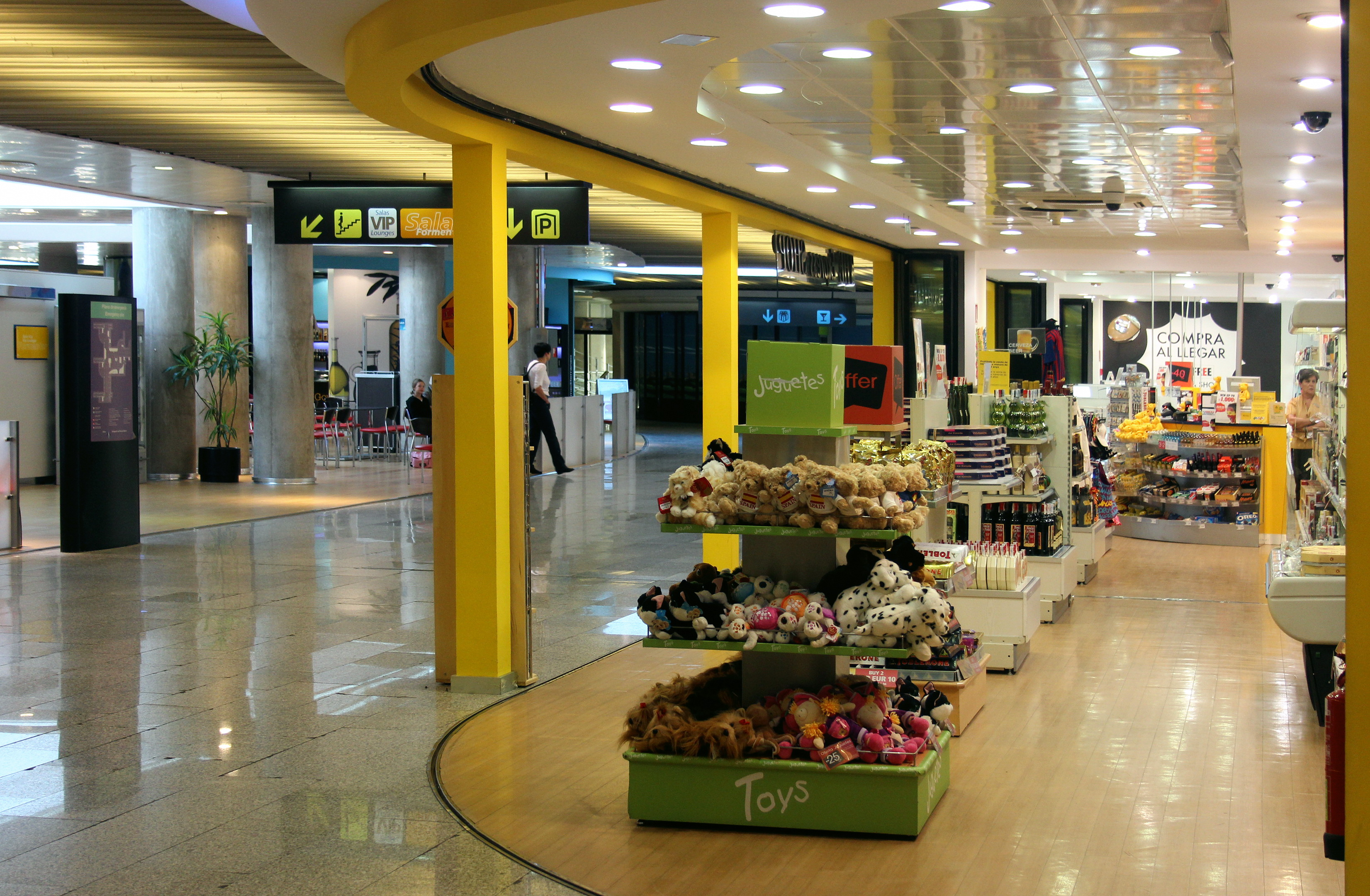
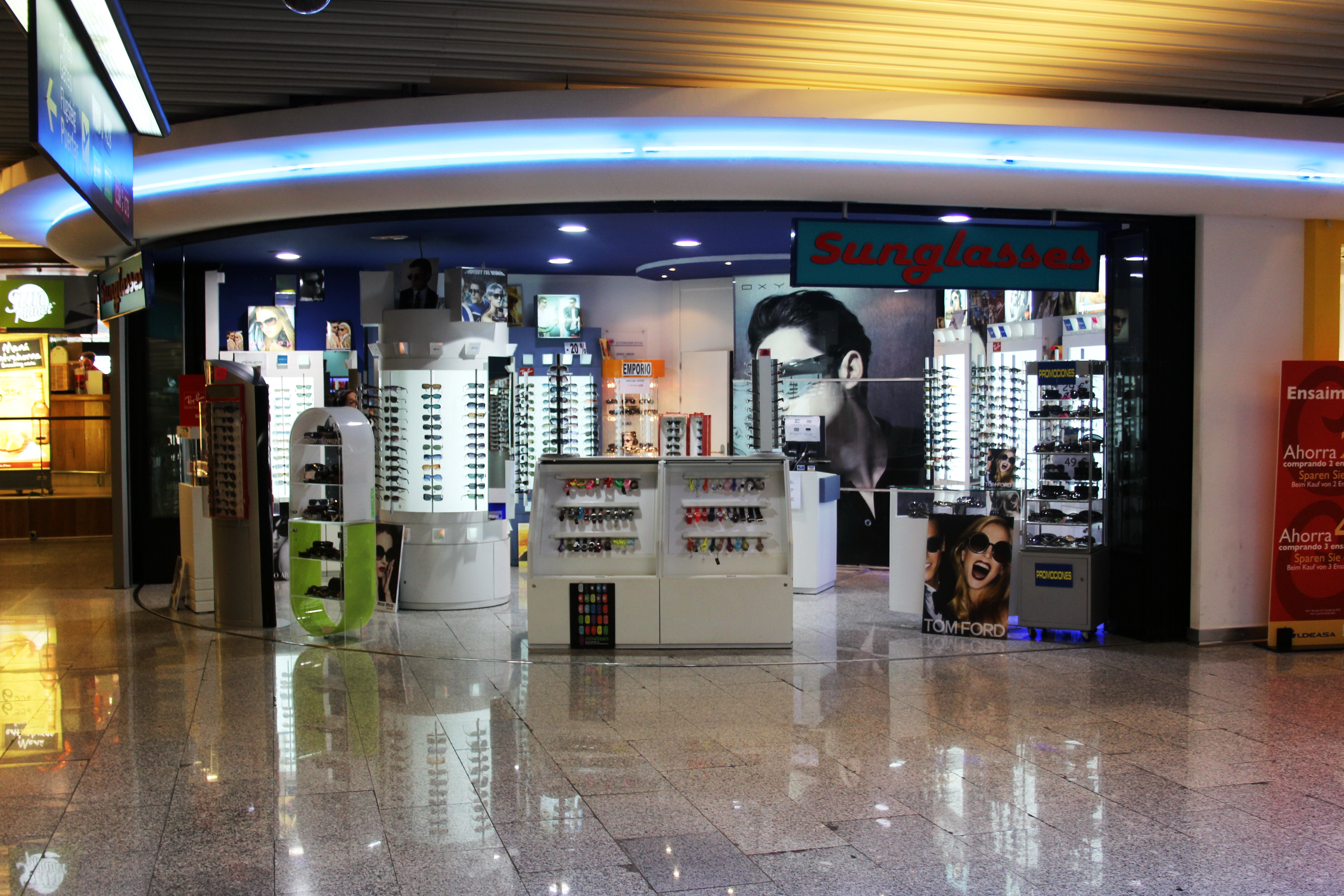
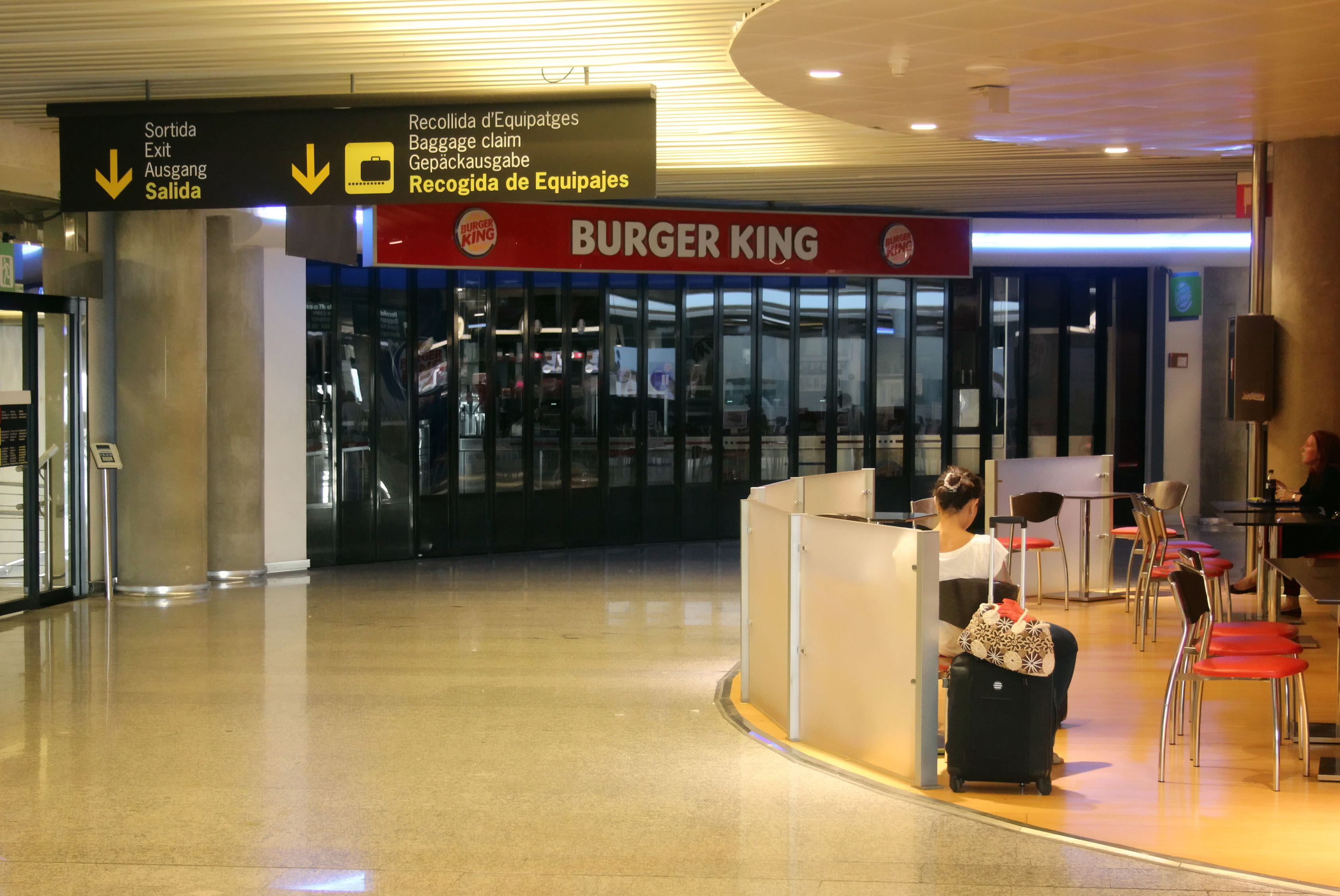

| Rank                                  | Destino                | Pasajeros | Crecimiento · Decrecimiento |
| ------------------------------------- | ---------------------- | --------- | --------------------------- |
| 1                                     | Barcelona              | 2 322 143 | 1,8 %                       |
| 2                                     | Madrid                 | 2 206 091 | 8,3 %                       |
| 3                                     | Valencia               | 718 505   | 1,1 %                       |
| 4                                     | Ibiza                  | 579 519   | 5,2 %                       |
| 5                                     | Sevilla                | 526 640   | 9,7 %                       |
| 6                                     | Alicante               | 495 433   | 8,3 %                       |
| 7                                     | Menorca                | 406 835   | 5,5 %                       |
| 8                                     | Málaga                 | 381 529   | 6,1 %                       |
| 9                                     | Bilbao                 | 313 496   | 2,2 %                       |
| 10                                    | Santiago de Compostela | 247 181   | 6,0 %                       |
| 11                                    | Granada                | 185 356   | 6,0 %                       |
| 12                                    | Zaragoza               | 142 654   | 19,0 %                      |
| 13                                    | Asturias               | 119 882   | 27,4 %                      |
| 14                                    | Jerez de la Frontera   | 82 223    | 20,6 %                      |
| 15                                    | Gran Canaria           | 81 795    | 3,8 %                       |
| 16                                    | Valladolid             | 50 213    | 2,8 %                       |
| 17                                    | Tenerife-Norte         | 35 357    | 24,9 %                      |
| 18                                    | Vitoria                | 29 355    | 39,0 %                      |
| 19                                    | Santander              | 26 382    | 5,3 %                       |
| 20                                    | Lérida                 | 17 642    | 8,4 %                       |
| Fuente: Estadísticas de tráfico aereo |                        |           |                             |

| Rank                                  | Destino            | Pasajeros | Crecimiento · Decrecimiento |
| ------------------------------------- | ------------------ | --------- | --------------------------- |
| 1                                     | Düsseldorf         | 1 378 490 | 4,8 %                       |
| 2                                     | Hamburgo           | 981 277   | 12,0 %                      |
| 3                                     | Colonia            | 977 675   | 8,0 %                       |
| 4                                     | Fráncfort del Meno | 965 443   | 13,8 %                      |
| 5                                     | Berlín             | 870 180   | 10,2 %                      |
| 6                                     | Mánchester         | 771 812   | 1,4 %                       |
| 7                                     | Múnich             | 766 118   | 3,0 %                       |
| 8                                     | Zúrich             | 725 925   | 2,6 %                       |
| 9                                     | Londres-Gatwick    | 725 192   | 6,9 %                       |
| 10                                    | Stuttgart          | 632 085   | 6,4 %                       |
| 11                                    | Viena              | 540 814   | 1,1 %                       |
| 12                                    | Bristol            | 479 186   | 12,4 %                      |
| 13                                    | Londres-Stansted   | 474 635   | 1,4 %                       |
| 14                                    | Hannover           | 463 723   | 33,0 %                      |
| 15                                    | Birmingham         | 452 599   | 10,8 %                      |
| 16                                    | Núremberg          | 441 635   | 1 5 %                       |
| 17                                    | París-Orly         | 412 399   | 7,0 %                       |
| 18                                    | Ámsterdam          | 398 552   | 8,7 %                       |
| 19                                    | Copenhague         | 383 911   | 6,1 %                       |
| 20                                    | Londres-Luton      | 359 120   | 3,5 %                       |
| Fuente: Estadísticas de tráfico aereo |                    |           |                             |

| Rank                                  | Destino   | Pasajeros | Crecimiento · Decrecimiento |
| ------------------------------------- | --------- | --------- | --------------------------- |
| 1                                     | Nador     | 23 197    | 20,1 %                      |
| 2                                     | Newark    | 21 801    | 14,8 %                      |
| 3                                     | Marrakech | 19 431    | 56,8 %                      |
| 4                                     | Fez       | 17 119    | 1,3 %                       |
| 5                                     | Argel     | 12 797    | 641,4 %                     |
| Fuente: Estadísticas de tráfico aereo |           |           |                             |

## Otras facilidades e información
Spanair tenía su sede en el Edificio Spanair en el aeropuerto. Futura International Airways tenía su sede en la Zona Facturación en el aeropuerto.
El aeropuerto dispone de asistencia a pasajeros con movilidad reducida, y como en todos los aeropuertos españoles, no está permitido fumar. Sin embargo, existe una sala para fumadores en la tercera planta de la terminal. El aeropuerto también cuenta con wifi gratuita y de pago. Tiene un área de 5,38 km²